# Škoda 7 cm K10
Lo Škoda 7 cm K10 era un cannone navale austro-ungarico impiegato durante la prima e la seconda guerra mondiale. Fu impiegato anche dalla Regia Marina italiana come cannone costiero, denominato cannone da 66/47.

## Storia
Questo cannone fu sviluppato dalla Škoda a partire dal 1910 come armamento secondario anti-torpediniera delle navi da battaglia classe Erzherzog Karl e classe Tegetthoff. Su ogni nave erano presenti 12 impianti singoli. Pezzi su installazione antiaerea ed in casamatta armavano anche i cacciatorpediniere come quelli della classe Tátra, in 6 pezzi per nave. Nel 1917 entrò in produzione una versione leggermente migliorata ma con caratteristiche balistiche simili, ovvero lo Škoda 7 cm K16.
Dopo la fine della Grande Guerra, la SMS Tegetthoff, la SMS Erzherzog Friedrich e la SMS Erzherzog Ferdinand Max vennero consegnate dalla k.u.k. Kriegsmarine alla Regia Marina italiana come riparazione di guerra. Poste in disarmo, vennero tutte demolite tra il 1921 ed il 1925. I cannoni da 66/47 furono recuperati (così come i Škoda 30,5 cm K10 e i Škoda 15 cm K10) e vennero assegnati alle batterie costiere antinave della Regia Marina e della Milizia marittima di artiglieria, che li impiegarono nella seconda guerra mondiale. I cacciatorpediniere del modello Tátra, ceduti all'Italia in conto danni di guerra, furono riorganizzati sotto la denominazione di "classe Fasana" e immessi in servizio. Nel 1929 furono comunque declassati a torpediniere e infine avviati alla demolizione nel corso del 1937.

## Tecnica
La canna era in acciaio, con otturatore a cuneo orizzontale tipo Krupp. Impiegava cartocci proietto, con granate ad alto esplosivo di 4,5 kg, propulsa da una carica di lancio da 1,6 kg.
La bocca da fuoco era incavalcata su tre tipi di affusto:
- un affusto a piedistallo anti-torpediniera, installato sulle torri principali da 305 mm delle navi da battaglia, con settore di elevazione da -10° a +20°;
- un affusto a piedistallo antiaereo, con seggiolini per i puntatori, con settore di elevazione da -5° a +90°;
- un affusto in casamatta, con scudatura semicircolare che si adattava alla cannoniera della casamatta della nave, con settore di elevazione da -6° a +15°.